# 1408
Il 1408 (MCDVIII in numeri romani) è un anno bisestile del XV secolo.

## Eventi
- Fotius è nominato Metropolita di Mosca e di tutta la Rus'.
- Donatello ultima i suoi lavori per il Duomo di Firenze.

## Nati
- 14 febbraio - John FitzAlan, XIV conte di Arundel, militare britannico († 1435)
- 8 aprile - Edvige Jagellona, principessa polacco († 1431)
- Eleanor Beauchamp, nobile inglese († 1467)
- Leonardo Dati, umanista, poeta e vescovo cattolico italiano († 1472)
- Davide II di Trebisonda, imperatore bizantino († 1463)
- Ulrico I della Frisia orientale, conte († 1466)
- André de Lohéac, militare francese († 1486)
- Küçük Mustafa, principe ottomano († 1423)
- Lope de Stúñiga, nobile, militare e cavaliere spagnolo
- Pietro d'Amboise, nobile francese († 1473)
- Pagno di Lapo Portigiani, scultore italiano († 1487)
- Jean Rolin, cardinale e vescovo cattolico francese († 1483)
- János Vitéz, arcivescovo cattolico, umanista e cardinale ungherese († 1472)
- Gentile da Leonessa, condottiero italiano († 1453)

## Morti
- 20 gennaio - Giuseppe Abbanasia, medico italiano
- 20 febbraio - Henry Percy, I conte di Northumberland, re britannico (n. 1341)
- 20 aprile - Miran Shah, mongolo (n. 1366)
- 13 maggio - Muhammad VII di Granada, sultano (n. 1370)
- 18 maggio - Giovanni IV d'Asburgo-Laufenburg, nobile tedesco (n. 1355)
- 31 maggio - Angelo Acciaiuoli, cardinale e vescovo cattolico italiano (n. 1340)
- 31 maggio - Ashikaga Yoshimitsu, militare giapponese (n. 1358)
- 18 giugno - Taejo di Joseon, re coreano (n. 1335)
- 26 giugno - Guglielmo II di Berg, nobile tedesco (n. 1348)
- 1º luglio - Jean Gilles, cardinale francese
- 23 agosto - Berenguer de Anglesola, cardinale spagnolo
- 25 agosto - Giacomo di Prades, nobile, politico e militare spagnolo
- 15 settembre - Edmund Holland, IV conte di Kent, nobile inglese (n. 1384)
- 22 settembre - Giovanni VII Paleologo, imperatore bizantino (n. 1370)
- 27 settembre - Giovanni Conversini, umanista e giurista italiano (n. 1343)
- 8 ottobre - Jean d'Armagnac, cardinale francese
- 10 novembre - Vicente de Ribas, cardinale spagnolo
- 19 novembre - Bálint Alsáni, cardinale e vescovo cattolico ungherese
- 4 dicembre - Valentina Visconti, nobile (n. 1371)
- 13 dicembre - Elisabetta del Palatinato, nobile tedesca (n. 1381)
- 15 dicembre - Gabriele Maria Visconti, italiana (n. 1385)
- Francesco Galli dei Piacentini, vescovo cattolico italiano
- Francesco Giustiniani Garibaldo, doge (n. 1336)
- John Gower, poeta britannico (n. 1330)
- Maria Comnena, principessa bizantina (n. 1328)
- Matteo I di Alessandria, vescovo cristiano orientale egiziano
- Nicola V di Werle, principe
- Pietro II di Urgell, nobile (n. 1340)
- Nicolò Zoagli, doge (n. 1340)
- Antonio da Budrio, giurista italiano (n. 1338)

## Calendario
| Calendario 1408 | Calendario 1408 | Calendario 1408 | Calendario 1408 | Calendario 1408 | Calendario 1408 | Calendario 1408 | Calendario 1408 | Calendario 1408 | Calendario 1408 | Calendario 1408 | Calendario 1408 | Calendario 1408 | Calendario 1408 | Calendario 1408 | Calendario 1408 | Calendario 1408 | Calendario 1408 | Calendario 1408 | Calendario 1408 | Calendario 1408 | Calendario 1408 | Calendario 1408 | Calendario 1408 | Calendario 1408 | Calendario 1408 | Calendario 1408 | Calendario 1408 | Calendario 1408 | Calendario 1408 | Calendario 1408 | Calendario 1408 | Calendario 1408 |
| --------------- | --------------- | --------------- | --------------- | --------------- | --------------- | --------------- | --------------- | --------------- | --------------- | --------------- | --------------- | --------------- | --------------- | --------------- | --------------- | --------------- | --------------- | --------------- | --------------- | --------------- | --------------- | --------------- | --------------- | --------------- | --------------- | --------------- | --------------- | --------------- | --------------- | --------------- | --------------- | --------------- |
|                 | 1               | 2               | 3               | 4               | 5               | 6               | 7               | 8               | 9               | 10              | 11              | 12              | 13              | 14              | 15              | 16              | 17              | 18              | 19              | 20              | 21              | 22              | 23              | 24              | 25              | 26              | 27              | 28              | 29              | 30              | 31              |                 |
| Gennaio         | Do              | Lu              | Ma              | Me              | Gi              | Ve              | Sa              | Do              | Lu              | Ma              | Me              | Gi              | Ve              | Sa              | Do              | Lu              | Ma              | Me              | Gi              | Ve              | Sa              | Do              | Lu              | Ma              | Me              | Gi              | Ve              | Sa              | Do              | Lu              | Ma              |                 |
| Febbraio        | Me              | Gi              | Ve              | Sa              | Do              | Lu              | Ma              | Me              | Gi              | Ve              | Sa              | Do              | Lu              | Ma              | Me              | Gi              | Ve              | Sa              | Do              | Lu              | Ma              | Me              | Gi              | Ve              | Sa              | Do              | Lu              | Ma              | Me              |                 |                 |                 |
| Marzo           | Gi              | Ve              | Sa              | Do              | Lu              | Ma              | Me              | Gi              | Ve              | Sa              | Do              | Lu              | Ma              | Me              | Gi              | Ve              | Sa              | Do              | Lu              | Ma              | Me              | Gi              | Ve              | Sa              | Do              | Lu              | Ma              | Me              | Gi              | Ve              | Sa              |                 |
| Aprile          | Do              | Lu              | Ma              | Me              | Gi              | Ve              | Sa              | Do              | Lu              | Ma              | Me              | Gi              | Ve              | Sa              | Do              | Lu              | Ma              | Me              | Gi              | Ve              | Sa              | Do              | Lu              | Ma              | Me              | Gi              | Ve              | Sa              | Do              | Lu              |                 |                 |
| Maggio          | Ma              | Me              | Gi              | Ve              | Sa              | Do              | Lu              | Ma              | Me              | Gi              | Ve              | Sa              | Do              | Lu              | Ma              | Me              | Gi              | Ve              | Sa              | Do              | Lu              | Ma              | Me              | Gi              | Ve              | Sa              | Do              | Lu              | Ma              | Me              | Gi              |                 |
| Giugno          | Ve              | Sa              | Do              | Lu              | Ma              | Me              | Gi              | Ve              | Sa              | Do              | Lu              | Ma              | Me              | Gi              | Ve              | Sa              | Do              | Lu              | Ma              | Me              | Gi              | Ve              | Sa              | Do              | Lu              | Ma              | Me              | Gi              | Ve              | Sa              |                 |                 |
| Luglio          | Do              | Lu              | Ma              | Me              | Gi              | Ve              | Sa              | Do              | Lu              | Ma              | Me              | Gi              | Ve              | Sa              | Do              | Lu              | Ma              | Me              | Gi              | Ve              | Sa              | Do              | Lu              | Ma              | Me              | Gi              | Ve              | Sa              | Do              | Lu              | Ma              |                 |
| Agosto          | Me              | Gi              | Ve              | Sa              | Do              | Lu              | Ma              | Me              | Gi              | Ve              | Sa              | Do              | Lu              | Ma              | Me              | Gi              | Ve              | Sa              | Do              | Lu              | Ma              | Me              | Gi              | Ve              | Sa              | Do              | Lu              | Ma              | Me              | Gi              | Ve              |                 |
| Settembre       | Sa              | Do              | Lu              | Ma              | Me              | Gi              | Ve              | Sa              | Do              | Lu              | Ma              | Me              | Gi              | Ve              | Sa              | Do              | Lu              | Ma              | Me              | Gi              | Ve              | Sa              | Do              | Lu              | Ma              | Me              | Gi              | Ve              | Sa              | Do              |                 |                 |
| Ottobre         | Lu              | Ma              | Me              | Gi              | Ve              | Sa              | Do              | Lu              | Ma              | Me              | Gi              | Ve              | Sa              | Do              | Lu              | Ma              | Me              | Gi              | Ve              | Sa              | Do              | Lu              | Ma              | Me              | Gi              | Ve              | Sa              | Do              | Lu              | Ma              | Me              |                 |
| Novembre        | Gi              | Ve              | Sa              | Do              | Lu              | Ma              | Me              | Gi              | Ve              | Sa              | Do              | Lu              | Ma              | Me              | Gi              | Ve              | Sa              | Do              | Lu              | Ma              | Me              | Gi              | Ve              | Sa              | Do              | Lu              | Ma              | Me              | Gi              | Ve              |                 |                 |
| Dicembre        | Sa              | Do              | Lu              | Ma              | Me              | Gi              | Ve              | Sa              | Do              | Lu              | Ma              | Me              | Gi              | Ve              | Sa              | Do              | Lu              | Ma              | Me              | Gi              | Ve              | Sa              | Do              | Lu              | Ma              | Me              | Gi              | Ve              | Sa              | Do              | Lu              |                 |